# Богеншперк

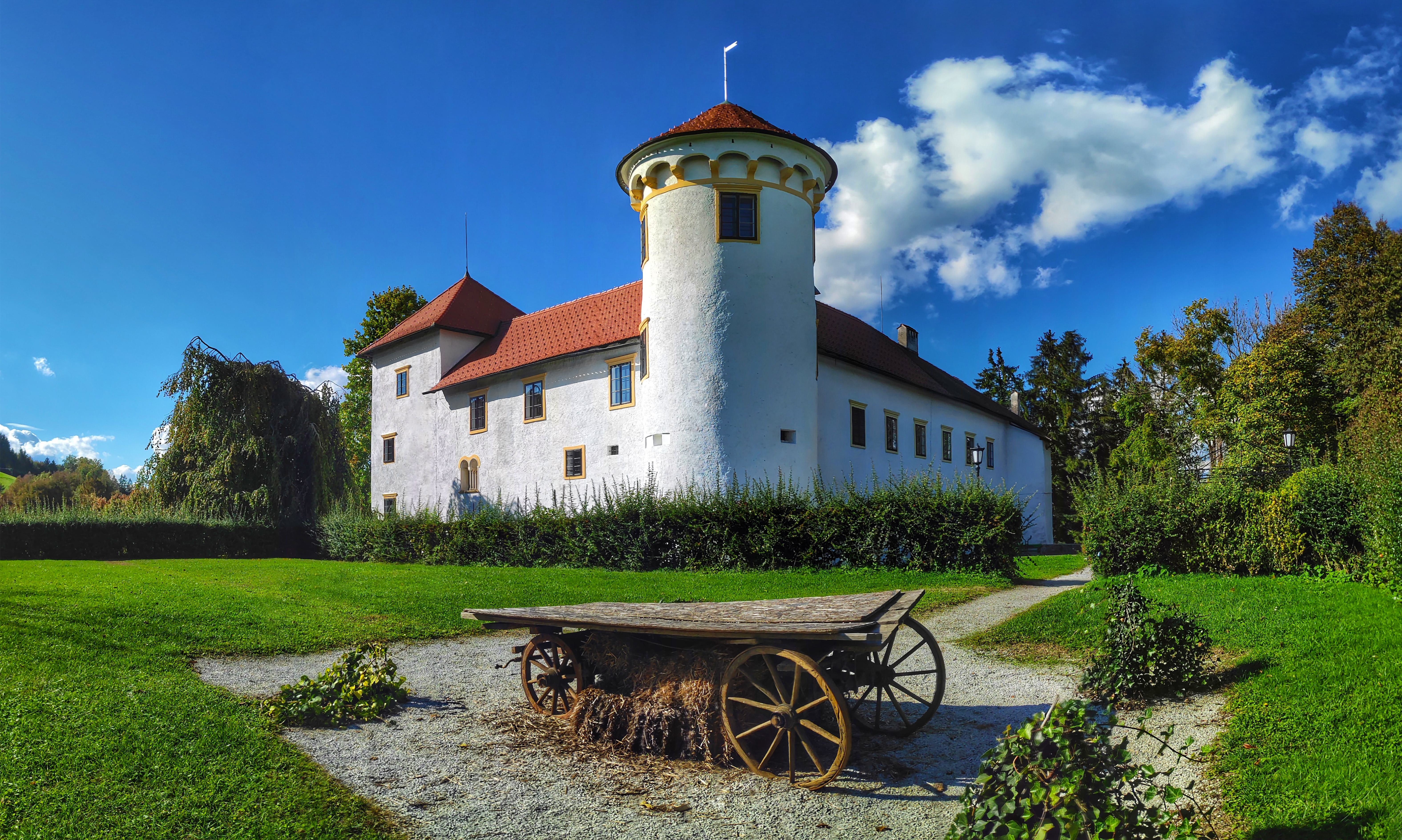
Фасад замка

Богеншперк (словен. Grad Bogenšperk) — замок времён эпохи Возрождения в Словении, расположен на холме рядом с посёлком Двор к юго-востоку от Литии.

## История

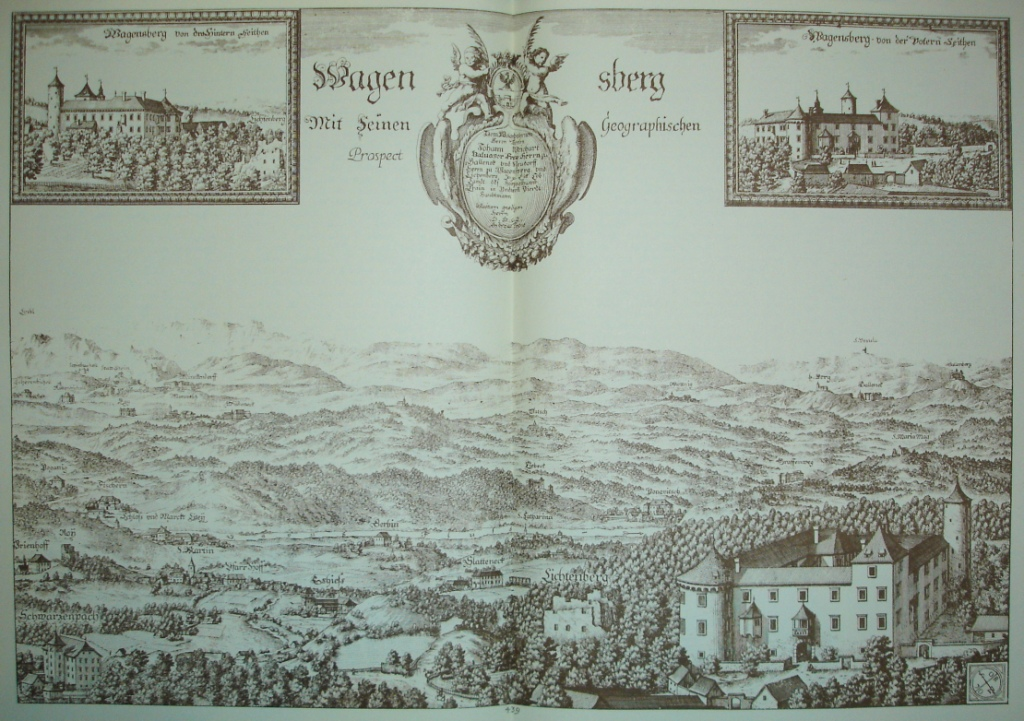
Замок Богеншперк на гравюре Вальвазора, 1689 год

В 1511 году в результате землетрясения крепость семьи Ваген (словен. Wagen) рядом с Лихтенбергом была разрушена, и они начали строительство замка Богеншперк. В 1533 году замок, упоминается как собственность семьи Ваген, от которых получил своё название. В 1672 году был куплен известным словенским учёным Янезом Вайкардом Вальвазором. Вальвазор создал богатую библиотеку и организовал при замке мастерскую гравировки по меди. Он также обновил замок, углубил колодец и построил часовню Святой Богоматери. В 1692 году Вальвазор был вынужден продать замок, после чего он несколько раз менял владельцев. Последними владельцами (с 1853 года до Второй мировой войны) были князья Виндишграц (словен. Windischgraetz), после войны замок использовался как военный госпиталь, затем в нём жили иезуиты. 
Начиная с 1972 года замок периодически реставрируется. В настоящее время в замке работает музей и Российско-словенский центр имени Даворина Хостника.

## Архитектура
Замок имеет характерную для эпохи Возрождения архитектуру XVI века. По четырём углам размещены башни, две из которых (юго-западная и северо-восточная) имеют округлую форму, а другие две — квадратное основание. На северном фасаде размещён герб Вагенов 1558 года и герб Лихтенбергов, на западном — Богоматерь в стиле Франческо Роббы, а на южном — герб семьи Галло. Внутренняя территория спланирована ещё во времена Вальвазора. На первом этаже юго-западной башни располагается кабинет Вальвазора с небольшой типографией.